# العلاقات الألبانية المغربية
العلاقات الألبانية المغربية هي العلاقات الثنائية التي تجمع بين ألبانيا والمغرب.

## مقارنة بين البلدين
هذه مقارنة عامة ومرجعية للدولتين:
| وجه المقارنة                                              | ألبانيا                                                    | المغرب                                 |
| --------------------------------------------------------- | ---------------------------------------------------------- | -------------------------------------- |
| المساحة (كم2)                                             | 28.75 ألف                                                  | 710.85 ألف                             |
| عدد السكان (نسمة)                                         | 3.02 مليون                                                 | 36.07 مليون                            |
| الكثافة السكانية (ن./كم²)                                 | 105.04                                                     | 50.74                                  |
| العاصمة                                                   | تيرانا                                                     | الرباط                                 |
| اللغة الرسمية                                             | اللغة الألبانية                                            | اللغة العربية، أمازيغية معيارية مغربية |
| العملة                                                    | ليك ألباني                                                 | درهم مغربي                             |
| الناتج المحلي الإجمالي (بليون دولار)                      | 13.04 مليار                                                | 109.14 مليار                           |
| الناتج المحلي الإجمالي (تعادل القوة الشرائية) بليون دولار | 33.17 مليار                                                | 274.06 مليار                           |
| الناتج المحلي الإجمالي الاسمي للفرد دولار أمريكي          | 3.94 ألف                                                   | 2.88 ألف                               |
| الناتج المحلي الإجمالي للفرد دولار أمريكي                 | 11.11 ألف                                                  | 7.49 ألف                               |
| مؤشر التنمية البشرية                                      | 0.764                                                      | 0.628                                  |
| رمز المكالمات الدولي                                      | +355                                                       | +212                                   |
| رمز الإنترنت                                              | .al                                                        | .ma                                    |
| المنطقة الزمنية                                           | توقيت وسط أوروبا، ت ع م+01:00، ت ع م+02:00، أوروبا/تيرانا ‏ | ت ع م+01:00                            |

## منظمات دولية مشتركة
يشترك البلدان في عضوية مجموعة من المنظمات الدولية، منها:
| علم المنظمة | اسم المنظمة                               | تاريخ انضمام ألبانيا | تاريخ انضمام المغرب |
| ----------- | ----------------------------------------- | -------------------- | ------------------- |
|             | الاتحاد البريدي العالمي                   | ?                    | ?                   |
|             | مؤسسة التنمية الدولية                     | 15 أكتوبر 1991       | 29 ديسمبر 1960      |
|             | منظمة حظر الأسلحة الكيميائية              | ?                    | ?                   |
|             | منظمة التجارة العالمية                    | ?                    | 1995                |
|             | الأمم المتحدة                             | 14 ديسمبر 1955       | 12 نوفمبر 1956      |
|             | وكالة ضمان الاستثمار متعدد الأطراف        | 15 أكتوبر 1991       | 17 سبتمبر 1992      |
|             | منظمة الشرطة الجنائية الدولية             | ?                    | ?                   |
|             | مؤسسة التمويل الدولية                     | 15 أكتوبر 1991       | 30 أغسطس 1962       |
|             | الاتحاد الدولي للاتصالات                  | 2 يونيو 1922         | 1 نوفمبر 1956       |
|             |                                           | 15 أكتوبر 1991       | 25 أبريل 1958       |
|             | منظمة التعاون الإسلامي                    |                      | 25 سبتمبر 1969      |
|             | المركز الدولي لتسوية المنازعات الاستشارية | 14 نوفمبر 1991       | 10 يونيو 1967       |
|             |                                           | 16 أكتوبر 1958       | 7 نوفمبر 1956       |

## الإعتراف بمغربية الصحراء
أشادت ألبانيا بمبادرة المغربية للحكم الذاتي  باعتبارها «بمثابة أساس جاد وموثوق لحل هذا النزاع الإقليمي» حول الصحراء المغربية، وتم التعبير عن هذا الموقف في الإعلان المشترك الموقع، اليوم السبت فاتح مارس 2025 بالرباط، من طرف وزير أوروبا والشؤون الخارجية لجمهورية ألبانيا، إيغلي حسني، ووزير الشؤون الخارجية والتعاون الإفريقي والمغاربة المقيمين بالخارج، ناصر بوريطة.
وجاء في الإعلان المشترك أن ألبانيا تقر بأهمية قضية الصحراء بالنسبة للمغرب، وكذا بالجهود الجادة والموثوقة المبذولة من قبل المملكة في إطار الأمم المتحدة من أجل التوصل إلى حل مقبول من الأطراف.
وأورد الإعلان المشترك أن الوزيرين جددا التأكيد أيضا على دعمهما للمسلسل السياسي الذي تقوده الأمم المتحدة ولجهود المبعوث الشخصي للأمين العام للأمم المتحدة للصحراء، قصد التوصل إلى حل سلمي ومقبول من الأطراف للنزاع، طبقا لقرارات مجلس الأمن للأمم المتحدة، وخصوصا القرار 2756 (2024).
وتزامنت زيارة الوفد الألباني إلى المغرب مع الذكرى الثالثة والستين لإقامة العلاقات الدبلوماسية بين البلدين، حيث تم الاتفاق على “انعقاد اللجنة المشتركة في ظل وجود مجالات كثيرة للتعاون القطاعي، يمكن خلالها تشجيع تبادل الزيارات بين الوزراء القطاعيين والوصول إلى اتفاقيات في مجالات الطاقات المتجددة والأمن الغذائي ومجال السياحة وغيرها.
كما تم الاتفاق على إحياء آ الحوار السياسي، باعتبار ألبانيا فاعلة أساسية في منطقة غرب البلقان، وهي من بين الدول التي لديها دور أساسي في الاستقرار والتنمية بالمنطقة؛ إذ أن تبادل الرأي معها حول المشاكل والتحديات بالبحر الأبيض المتوسط يعد مكسبا مهما للمملكة المغربية. 

## وصلات خارجية
- موقع وزارة الخارجية الألبانية
- موقع وزارة الخارجية المغربية